# Acide gamma-amino-bêta-hydroxybutyrique
L'acide γ-amino-β-hydroxybutyrique (GABOB) est un métabolite endogène analogue au GABA, neurotransmetteur important du cerveau, et susceptible de ce fait de jouer lui-même le rôle de neurotransmetteur,. Il possède un effet inhibiteur plus puissant que le GABA sur le système nerveux central, peut-être en relation avec sa meilleure capacité à franchir la barrière hémato-encéphalique,.
Il possède également un effet antiépileptique qui le fait utiliser comme médicament dans cette indication ; cet effet antiépileptique est cependant assez faible lorsqu'il est utilisé seul, ce qui fait qu'on l'emploie comme traitement complémentaire parallèlement à un autre antiépileptique,.
Le GABOB possède deux énantiomères, l'isomère (3S) D-GABOB étant deux fois plus puissant que l'isomère (3R) L-GABOB.